# 7TP
7TP (polj: siedmiotonowy polski) je bio laki tenk Poljske tijekom Drugog svjetskog rata. Napravljen je na temelju britanskog tenka Vickers 6-Ton. Bio je standardni tenk u obrani Poljske tijekom njemačke invazije na Poljsku 1939. godine. U usporedbi s njemačkim tenkovima, bio je bolje oklopljen od Panzera I i Panzera II. Proizveden je u 139 primjerka.

## Povezaničlanci
- 38M Toldi
- Invazija na Poljsku

## Vanjske poveznice
|  | Zajednički poslužitelj ima još gradiva o temi 7TP |